# Szembek

Herb Szembek

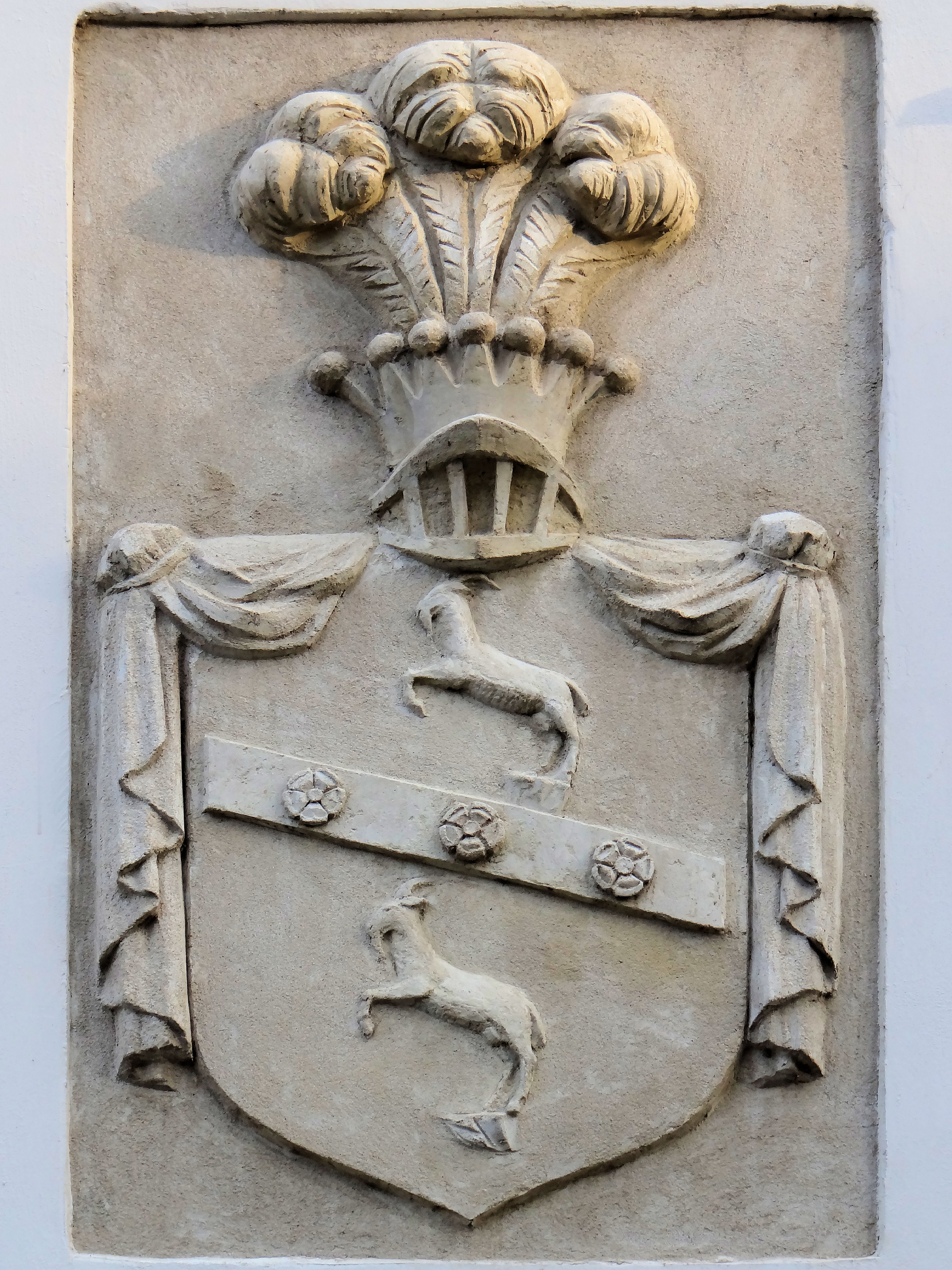
Herb Szembek na elewacji "Zameczku" w Radziejowicach

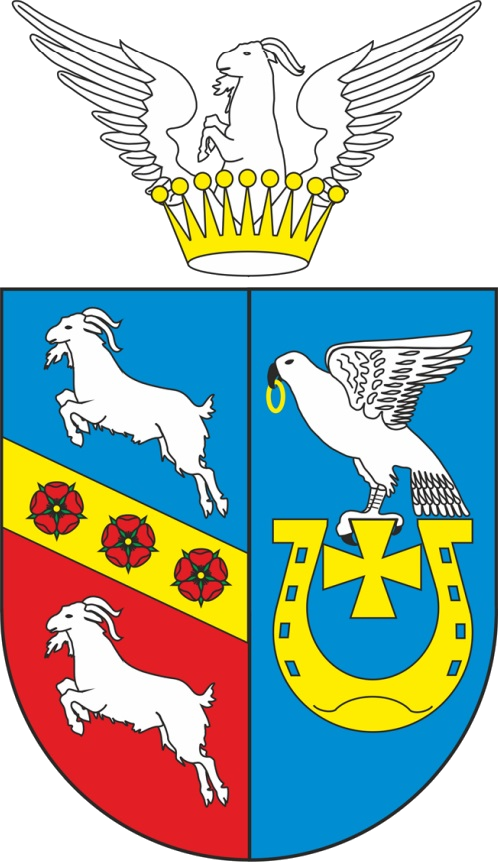
Herb Miasteczka Krajeńskiego

Szembek – polski herb szlachecki z nobilitacji, znany głównie jako herb rodziny Szembeków.

## Opis herbu
Opis z wykorzystaniem zasad blazonowania, zaproponowanych przez Alfreda Znamierowskiego:
Tarcza dzielona skosem złotym, na którym trzy róże czerwone, na pola błękitne i czerwone, w których po kozie skaczącej, srebrnej.
Klejnot: pół kozy jak w godle między dwoma skrzydłami; prawym błękitno-czerwonym, dzielonym skosem lewym jak w godle; lewym czerwono-błękitnym, dzielonym skosem jak w godle.
Labry z prawej czerwone, podbite złotem, z lewej błękitne, podbite srebrem.
Powyższa rekonstrukcja pochodzi od Tadeusza Gajla. Józef Szymański, który oparł swój opis herbu na Niesieckim oraz Okolskim, nie podał barw skrzydeł w klejnocie, pominął także informację Okolskiego, że skrzydła obarczone były pojedynczą różą. Ponadto u Okolskiego herb był w lustrzanym odbiciu. Tadeusz Gajl zrekonstruował szczegóły skrzydeł w klejnocie w oparciu o herbarz Siebmachera.

## Najwcześniejsze wzmianki
Nadany Bartłomiejowi Szembekowi 25 lipca 1556. Józef Szymański pisze, że dokument nobilitacyjny był fałszerstwem, które starano się zalegalizować w latach 1615-33. Anna Wajs i Kasper Niesiecki podają rok 1566, oraz mówią o indygenacie. Autorzy ci wymieniają też niemieckie nazwisko nobilitowanego, jest to Schombek u Niesieckiego i Schonbegk u Anny Wajs.

## Herbowni
Tadeusz Gajl podaje dwa nazwiska uprawnione do używania tego herbu:
Słupowski (ze Słupowa pisali się niektórzy Szembekowie), Szembek.

## Występowanie w heraldyce terytorialnej
Herb dawnego miasta, obecnie starającego się o odzyskanie praw miejskich Miasteczka Krajeńskiego, składa się z herbu Szembek i zmodyfikowanego herbu Jastrzębiec. Nad tarczą widnieje klejnot herbu Szembek. Szembekowie byli ostatnimi właścicielami Miasteczka Krajeńskiego.